# 末村敦男
末村 敦男（すえむら あつお、1955年11月12日 - ）は、日本のプロゴルファー。

## 来歴
1985年のポカリスエットオープンでは初日を鈴村照男・矢部昭・芹澤信雄・新井規矩雄・尾崎将司・木村政信と並んでの2位タイでスタートし、2日目には矢部と共に甲斐俊光・倉本昌弘・中村通・宮本康弘・羽川豊と並んでの16位タイに後退したが、最終日には68をマークし金子柱憲と並んでの5位タイに浮上して終えた。
1985年から松永カントリークラブでプロ・アマ・研修生により行われている「ミッドサマーオープン」では1990年が吉野展弘・三好隆・秋富由利夫と並んでの3位タイ、1991年が秋富の2位、1994年が宮田孝誠の2位であった。
1986年の中四国オープンでは初日を増田光彦と並んでの27位タイでスタートしたが、2日目には69をマークして渡辺司（西）と並んでの14位タイ、3日目も2日連続の69をマークして冨田三十士と並んでの5位タイと順位を上げていき、最終日には冨田と共に吉野・重信秀人と並んでの3位タイに入った。
1988年の山口オープンでは初日に65をマークして2位でスタートし、最終日にも69をマークして杉田勇・中川原邦治・奥田靖己・吉村金八・柴田昇・坂本義一を抑えて優勝。
1989年の中四国オープンでは最終日には68をマークして十亀賢二と並んでの9位タイ、1990年の同大会では8位タイに入った。　　　　　
1991年のマルマンオープンでは初日に佐藤英之・渡辺三男、ロジャー・マッカイ（オーストラリア）、白浜育男・水巻善典・井戸木鴻樹と共に3アンダー69をマークして6位タイでスタートした。
1994年のアコムインターナショナルを最後にレギュラーツアーから引退。

## 主な優勝
- 1988年 - 山口オープン